# Trichipteris crenata
Trichipteris crenata là một loài dương xỉ trong họ Cyatheaceae. Loài này được Pohl, Fee mô tả khoa học đầu tiên năm 1869.
Danh pháp khoa học của loài này chưa được làm sáng tỏ. 